# Robert Schmidt (Soziologe)
Robert Schmidt (* 1964) ist ein deutscher Soziologe.

## Leben
Nach der Promotion 2002 an der FU Berlin und der Habilitation 2010 an der TU Darmstadt ist er seit 2014 Professor für prozessorientierte Soziologie an der KU Eichstätt-Ingolstadt. Gast- und Vertretungsprofessuren hatte er inne am IHS Wien (2011), an der TU Darmstadt (2011–2012) sowie der FAU Erlangen-Nürnberg (2012–2014).
Seine Arbeitsschwerpunkte sind Soziologie der Praktiken, qualitative und prozessorientierte Methodologien und Methoden, Ethnografie in den Sozialwissenschaften, Kulturanthropologie des Politischen und Affektivität des Sozialen.

## Schriften (Auswahl)
- Pop – Sport – Kultur. Praxisformen körperlicher Aufführungen. Konstanz 2002, ISBN 3-89669-763-3.
- als Herausgeber mit Thomas Alkemeyer, Bernhard Boschert, und Gunter Gebauer: Aufs Spiel gesetzte Körper. Aufführungen des Sozialen in Sport und populärer Kultur. Konstanz 2003, ISBN 3-89669-764-1.
- als Herausgeber mit Volker Woltersdorff: Symbolische Gewalt. Herrschaftsanalyse nach Pierre Bourdieu. Konstanz 2008, ISBN 3-86764-121-8.
- mit Jörg Volbers: "Öffentlichkeit als methodologisches Prinzip. Zur Tragweite einer praxistheoretischen Grundannahme". Zeitschrift für Soziologie 40(1), S. 24–41. doi:10.1515/zfsoz-2011-0102.
- Soziologie der Praktiken. Konzeptionelle Studien und empirische Analysen. Berlin 2012, ISBN 3-518-29630-2.